# Archytas albiceps
Archytas albiceps är en tvåvingeart som först beskrevs av Walker 1860.  Archytas albiceps ingår i släktet Archytas och familjen parasitflugor. Inga underarter finns listade i Catalogue of Life.